# Nkartsen
Nkartsen est une localité du Cameroun située dans la Région du Nord-Ouest, le département du Bui et la commune de Jakiri.

## Population
Lors du recensement national de 2005, on y a dénombré 688 personnes.
En 2012, la population est estimée à 580 habitants.